# Pfarrkirche Oberkreuzstetten

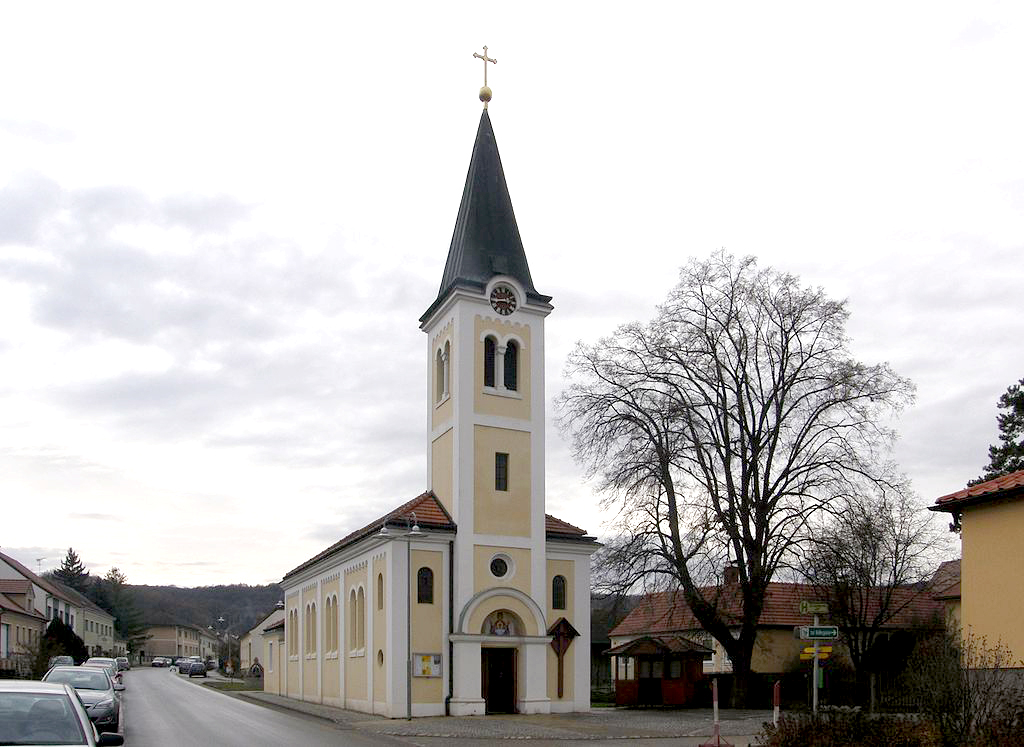
Kath. Pfarrkirche Mariä Heimsuchung in Oberkreuzstetten

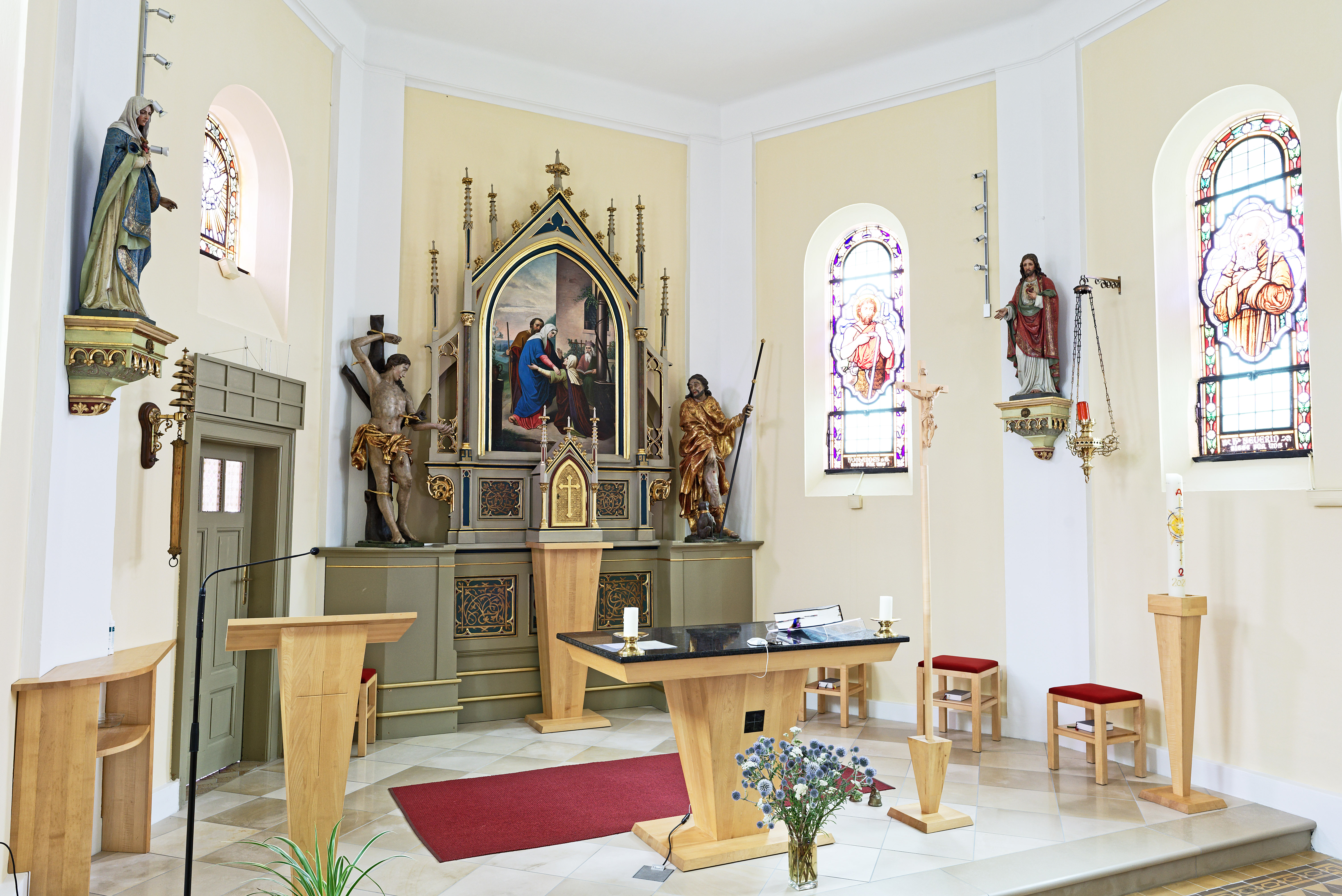
Innenansicht

Die römisch-katholische Pfarrkirche Oberkreuzstetten steht in der Ortsmitte der Ortschaft Oberkreuzstetten in der Gemeinde Kreuzstetten im Bezirk Mistelbach in Niederösterreich. Sie ist dem Fest Mariä Heimsuchung geweiht und gehört zum Dekanat Wolkersdorf im Vikariat Unter dem Manhartsberg der Erzdiözese Wien. Das Gebäude steht unter Denkmalschutz (Listeneintrag).

## Geschichte
Die Kirche wurde Ende des 19. Jahrhunderts errichtet und 1949 zur Pfarrkirche erhoben.

## Kirchenbau
Kirchenäußeres
Die Kirche ist ein neuromanischer Saalbau mit 3/8-Schluss und Fassadenturm mit Pyramidenhelm im Westen. Die Fassade ist durch Lisenen mit Rundbogenfries und Biforienfenstern gegliedert. Ende des 19. Jahrhunderts wurde am Chor nach Osten hin eine Sakristei angebaut.
Kircheninneres
Der Saalraum ist flach gedeckt, die Wände haben eine Lisenengliederung. Die hölzerne Westempore stammt von 1912.

## Ausstattung
Das Altarbild zeigt „Mariä Heimsuchung“ und in einem neugotischen Rahmen. Das Bild wird von seitlichen Schnitzfiguren, dem heiligen Sebastian und dem heiligen Rochus flankiert. Beide Skulpturen entstanden um 1900.

## Orgel
Die Orgel mit 6 Registern stammt aus dem Jahr 1931 von Josef Panhuber.